# زينب سديرة
زينب سديرة (مواليد 1963) هي مصورة نسوية جزائرية فرنسية مقرها لندن وفنانة فيديو، اشتهرت بعملها في استكشاف العلاقة الإنسانية بالجغرافيا. تم ترشيح سديرة في القائمة المختصرة لجائزة مؤسسة دويتشه بورس للتصوير الفوتوغرافي لعام 2021.

## النشأة والتعليم
ولدت زينب سديرة في الأول من أبريل عام 1963 لوالديها عبد الرحمن سديرة وأمساد روابة، وهما مهاجران من الجزائر، في ضاحية جينفيلييه الباريسية. انتقلت إلى إنجلترا عام 1986. حصلت سديرا على درجة البكالوريوس في الممارسة النقدية للفنون الجميلة من سنترال سانت مارتينز بلندن، ثم حصلت على شهادة الماجستير في الفنون الجميلة من مدرسة سليد للفنون الجميلة في عام 1997. أمضت بعد ذلك خمس سنوات في إجراء الأبحاث في الكلية الملكية للفنون.

## مسار مهني
ركزت أعمال سديرة المبكرة على صور النساء في العالم الإسلامي، حيث تضمنت صورًا لوالدتها وابنتها. كان لمشاهدة والدتها وهي ترتدي الهايك عند وصولها إلى الجزائر العاصمة تأثير كبير على سديرة. وقالت في عام 2013: "أتذكر بمجرد أن نزلنا من الطائرة ووصلنا إلى منزلها، كانت تفتح القضية وتطفئها". "كانت ستتحول إلى ذلك. ستصبح هي. "  يظهر مقطع الفيديو الخاص بها، اللسان الأم (2002)، نفسها وابنتها ووالدتها تتحدث "بلغاتهم الأم" والفرنسية والإنجليزية والعربية على التوالي، حيث تعمل سديرة كقناة لغوية بين والدتها وابنتها اللتان لا تفعلان ذلك. لديك لغة مشتركة. في سبتمبر 2020، أُعلن أن سديرة ستمثل فرنسا في بينالي البندقية التاسع والخمسين في عام 2022. أنشأت تركيبًا بعنوان "الأحلام ليس لها ألقاب" حيث حولت الجناح الفرنسي إلى استوديو أفلام وغرفة عرض تكريمًا لأفلام الستينيات والسبعينيات من القرن الماضي والإشارة أيضًا إلى تاريخ عائلتها كمهاجرين في فرنسا.

## المعارض
- 2004: زينب سديرة: سرد القصص مع الاختلافات، كورنر هاوس، مانشستر، المملكة المتحدة
- 2005: معرض الفن البريطاني 06، افتتح في البلطيق، جيتسهيد، بجولة في مانشستر ونوتنجهام وبريستول.
- 2006: سفير، غاليري المصورين، لندن [11]
- 2007: سفير، غاليري تمبل بار، دبلن، إيرلندا
- 2007: مقاطع فيديو لزينب سديرة، مركز الفنون المعاصرة دو بارفيس، باو، فرنسا
- 2008: البحر الأوسط، مشروع وابنج، لندن [12]
- 2009: توابيت عائمة، التبادل الفني الجديد، نوتنغهام، المملكة المتحدة [13]
- 2009: زينب سديرة: بحار، معرض جون هانسارد، ساوثامبتون، المملكة المتحدة
- 2009: تحت السماء وفوق البحر، متحف بوري للفنون، فنلندا
- 2010: زينب سديرة، الحرب والسلام، فالوريس، فرنسا
- 2010: حافظو الصور، قصر طوكيو، باريس [14]
- 2011: تحت السطح، غاليري كامل منور، باريس
- 2013: الرحلة، أو ثلاث سنوات في البحر الجزء الخامس: زينب سديرة، معرض تشارلز إتش سكوت، فانكوفر، كندا [15]
- 2016: خطوط التجميع، الفن في مترو الأنفاق، لندن [16]
- 2018: من الكلمات والحجارة، برعاية ماري موراكيول في مركز بيروت للفنون، لبنان [17]
- 2018: زينب سديرة: شؤون جوية وهراء بحري، متحف الشارقة للفنون، الشارقة، الإمارات العربية المتحدة. بأثر رجعي.[18]

## المجموعات
عمل سديرة مقيم في المجموعات العامة التالية:
- مجموعة مجلس الفنون، المملكة المتحدة: طبعة واحدة (اعتبارًا من يوليو 2021) [19]
- مركز بومبيدو، المتحف الوطني للفن الحديث، باريس: 7 طبعات (اعتبارًا من يوليو 2021) [20]
- المتحف الوطني للتاريخ وثقافات الهجرة / المدينة الوطنية للتاريخ، باريس: تركيب فيديو واحد، "اللغة الأم" (اعتبارًا من يوليو 2021) [21]
- متحف الشارقة للفنون، الشارقة، الإمارات العربية المتحدة [22]
- تيت، لندن: عملان (اعتبارًا من يوليو 2021) [23]
- موموك، ميوزيوم كوارتييه، فيينا: عمل واحد، "بيت الأم (الجزائر)" (اعتبارًا من يوليو 2021) [24]
- متحف فيكتوريا وألبرت، مجموعات ورق الحائط المعاصرة، لندن: عمل واحد، "جيل من النساء" (اعتبارًا من يوليو 2021) [25]
- معرض ويتوورث للفنون، مجموعات ورق الحائط المعاصرة، مانشستر: عمل واحد، "جيل من النساء" (اعتبارًا من يوليو 2021) [26]

## الجوائز
- 1999 منحة آرتسادمين منحة الفنانين، الصندوق الوطني للأفلام والفيديو في لندن والفنانين، مجلس الفنون في إنجلترا
- 2000 مجلس وستمنستر للفنون، منح الأفلام والفيديو، لندن
- 2004 جائزة ديسيبل، مجلس الفنون، لندن
- 2009: جائزة سام للفنون، باريس
- 2021: القائمة المختصرة، جائزة مؤسسة دويتشه بورس للتصوير الفوتوغرافي، لندن عن معرض يقف هنا يتساءل أي طريق للذهاب في جيو دي بوم، باريس في عام 2019 ؛ مع بولومي باسو وأليخاندرو كارتاخينا وكاو فاي.[27][28][29]